# Rewizor (komedia)
Rewizor (ros. Ревизор) – komedia Nikołaja Gogola, której prapremiera miała miejsce w Petersburgu i Moskwie w 1836. Sztuka należy do najbardziej kontrowersyjnych utworów w literaturze rosyjskiej. Gogol wielokrotnie zmieniał tekst, twierdząc, że jego idea nie jest właściwie rozumiana.

## Streszczenie
Antoni Antonowicz Skwoznik-Dmuchanowski, horodniczy miasta powiatowego, informuje urzędników o spodziewanym przyjeździe incognito rewizora z Petersburga, i zaleca podjęcie stosownych przygotowań. Ziemianie Bobczinski i Dobczinski relacjonują wizytę w zajeździe, gdzie spotkali młodego człowieka, którego uznają za rewizora. Urzędnicy rozchodzą się zaniepokojeni, a horodniczy udaje się do zajazdu, poznaje Chlestakowa, proponuje mu pieniądze i zaprasza do swojego domu. Zachęca też do odwiedzenia niektórych instytucji w mieście, m.in. dobroczynnych. Chlestakow, nieświadomy, że wzięto go za rewizora, wyraża zgodę.
Chlestakow poznaje żonę i córkę horodniczego i w rozmowie z nimi udaje osobę o wysokiej randze. Gdy udaje się na spoczynek, urzędnicy postanawiają wręczyć mu łapówki, które ten przyjmuje bez cienia zakłopotania. Pisze list do przyjaciela Triapiczkina w Petersburgu, opisując, jak został wzięty za „człowieka państwowego”. Jego sługa, Osip, nakłania go do szybkiego wyjazdu. Przed odjazdem Chlestakow oświadcza się najpierw córce, potem żonie horodniczego. Anton Antonowicz, nie do końca rozumiejąc sytuację, udziela błogosławieństwa. Po informacji Osipa, że konie są gotowe, Chlestakow oznajmia, że wyjeżdża na jeden dzień do bogatego wuja, ponownie pożycza pieniądze i opuszcza miasto.
Po odjeździe Chlestakowa urzędnicy odkrywają, że człowiek, którego wzięli za rewizora, nie był rewizorem. Zjawia się żandarm z wiadomością, że urzędnik przysłany z Petersburga na mocy imiennego rozkazu żąda, byście stawili się u niego natychmiast. Następuje scena milczenia.

## Kontekst kulturowy
W latach trzydziestych XIX wieku literatura rosyjska znajdowała się w fazie przejściowej – ścierały się różne nurty, a kształtujący się realizm opierał się na doświadczeniu czytelnika. Twórczość Gogola (Mirgorod, Arabeski i Rewizor), wpisywała się w ten proces, odchodząc od romantyzmu na rzecz tematów zaczerpniętych z codzienności, zdolnych wywołać autentyczne współodczuwanie.

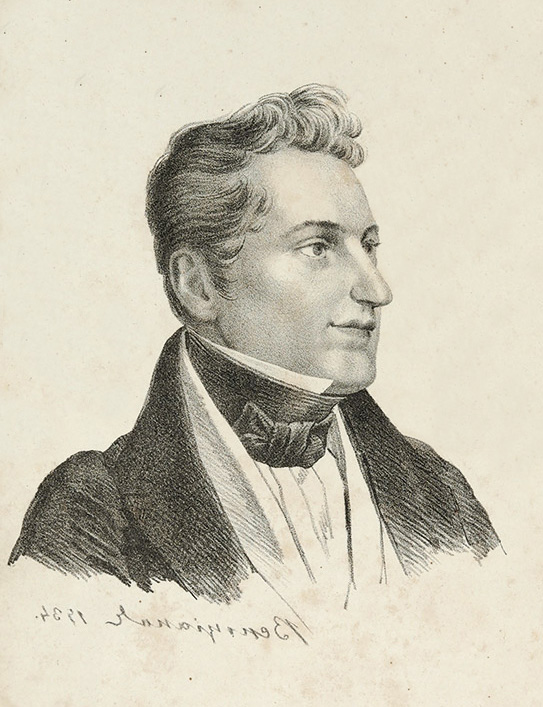
Portret Gogola (ok. 1834)

Gogol przeciwstawiał dawny teatr, pełniący funkcję etyczną, współczesnemu, który ograniczał się do rozrywki. Postulował nowy dramat oparty na realizmie – przedstawiający świat rozpoznawalny i wiarygodny, umożliwiający widzowi utożsamienie i ocenę moralną. Realistyczna konwencja miała być warunkiem skutecznego oddziaływania etycznego. Nowatorstwo Rewizora polegało m.in. na rezygnacji z komentarza moralnego i oparciu przekazu na dialogu. Utwór był jednak często niezrozumiały dla odbiorców przywiązanych do starszej konwencji: jedni widzieli w nim farsę, inni zarzucali brak pozytywnych postaci. Piotr Wiaziemski bronił Gogola, podkreślając, że przedstawienie zła nie oznacza jego afirmacji. Gogol próbował wprowadzić nowy model relacji z literaturą, na który publiczność nie była jeszcze gotowa.

## Geneza
Napisanie Rewizora poprzedził okres duchowego wzmożenia Gogola. Latem 1835 roku, podczas pobytu w Kijowie, spotkał się z historykiem i folklorystą Mychajłem Maksymowiczem, który odnotował u pisarza głęboką przemianę wewnętrzną pod wpływem atmosfery religijnej miasta. Sam Gogol wspominał o niezwykłym wydarzeniu duchowym z tego okresu, które wyznaczyło nowy etap jego rozwoju moralnego i pogłębiło jego zdolność ukazywania „pospolitości człowieka pospolitego”.
Po powrocie do Petersburga jesienią 1835 roku Gogol rozpoczął pracę nad Martwymi duszami, a pod koniec października – nad Rewizorem. Impulsem twórczym stała się lektura artykułu Wissariona Bielinskiego O rosyjskiej powieści i powieściach p. Gogola (ros. О русской повести и повестях г. Гоголя), w którym krytyk postulował, by literatura wstrząsała czytelnikiem i budziła jego sumienie. Gogol przyjął ten postulat, interpretując Rewizora jako dzieło o wymowie moralnej, mające zmusić odbiorcę do refleksji nad własnym życiem. Komedię napisał błyskawicznie – w grudniu 1835 roku.
Gogol wielokrotnie podkreślał, że inspirację do Rewizora i Martwych dusz zawdzięcza Aleksandrowi Puszkinowi, który jako jedyny rozpoznał jego talent ukazywania pospolitości życia. Pomysł na sztukę miał otrzymać od poety. Gogol idealizował Puszkina i zabiegał o jego uznanie, przyczyniając się do utrwalenia przekonania o ich bliskiej relacji – w dużej mierze przesadzonej. Sam Puszkin wypowiadał się o twórczości Gogola rzadko i raczej oględnie. Nie zostawił żadnej znanej opinii o Rewizorze, choć uczestniczył w pierwszym publicznym czytaniu Rewizora i według świadków śmiał się i był zachwycony. Mimo wcześniejszego zwyczaju Gogol nie pokazał Puszkinowi tekstu po pierwszym czytaniu komedii, przed jej drugim publicznym odczytem. W nowej wersji znalazł się bowiem epizod, w którym Chlestakow opowiada anegdotę o sposobie pisania Puszkina – z kieliszkiem drogiego rumu w ręku. Publiczne wykorzystanie tej anegdotki uznano za nietakt, dlatego autor później usunął ją z utworu.

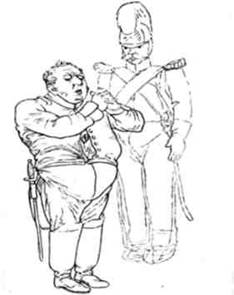
Szczepkin jako horodniczy (rys. Aleksandra Iwanowa, po 1840)

Dzięki osobistej aprobacie cesarza Mikołaja I komedia została dopuszczona do druku i wystawiona w 1836 roku.

## Próby teatralne
Gogol postrzegał Rewizora jako dzieło o potencjale ogólnorosyjskim i światowym, liczył na sukces artystyczny i finansowy, dlatego domagał się wyższego honorarium. Obawiał się jednak niechętnej reakcji dyrekcji teatrów, zmuszonej do wystawienia sztuki z rozkazu cara, oraz niedbałej inscenizacji prowadzącej do niezrozumienia zamysłu przez publiczność. Dla wielu aktorów wychowanych na komediach Jakowa Kniżnina i francuskich adaptacjach Rewizor był utworem niezrozumiałym i budził zakłopotanie. Aktorzy czuli, że nie mogą grać tej komedii według dotychczasowych schematów. Inaczej zareagowali doświadczeni artyści, tacy jak Michaił Szczepkin i Iwan Sosnicki, którzy od razu dostrzegli wartość sztuki. Aby zapobiec błędnym interpretacjom, Gogol osobiście odczytał przed nimi jej tekst.
Pisarz aktywnie włączył się w próby, dając aktorom wskazówki dotyczące ról i układu scenicznego oraz próbując korygować inscenizację zgodnie ze swoim zamysłem. Jego zaangażowanie, uznawane za nietypowe i niekonwencjonalne, było reakcją na zbyt farsowe ujęcie głównych postaci. W wyniku prób Gogol zdecydował się na dopracowanie tekstu: usunął dwie sceny i skrócił dialogi (co ostatecznie doprowadziło do powstania wersji piątej w 1842 roku). Ingerował w detale inscenizacji, próbując wpływać nawet na kostiumy. Początkowo Chlestakow miał zielony mundur urzędnika ministerstwa finansów, ale autor zrezygnował z tego elementu, by uniknąć dosłownych aluzji, m.in. wobec ministra Jegora Kankrina. Do próby generalnej w kostiumach nie dopuszczono – wbrew naleganiom Gogola. Aby zrekompensować sceniczne braki, Gogol dołączył do drukowanego wydania Rewizora opis postaci i strojów. Te działania pokazywały, jak jego dzieło stawało się dla niego projektem metateatralnym.

## Premiera
Premiera Rewizora w Petersburgu odbyła się 19 kwietnia 1836 roku na scenie Teatru Aleksandryjskiego z udziałem Michaiła Sosnickiego (horodniczy) i Nikołaja Diura (Chlestakow). Miesiąc później, 25 maja, sztukę wystawiono Teatrze Małym w Moskwie, gdzie w rolach głównych wystąpili Iwana Szczepkin (horodniczy) i Dmitrij Lenski (Chlestakow). Gogol nie był obecny przedstawieniu w Moskwie. W Petersburgu natomiast oglądał spektakl z dyrektorskiej loży, uważnie obserwując reakcje różnych części widowni, zwłaszcza Mikołaja I i jego otoczenia. Choć nie został wywołany na scenę jako autor, car przesłał mu pierścień, co częściowo zrekompensowało ambiwalentny odbiór przedstawienia ze strony publiczności.
Po premierze Gogol był zawiedziony obsadą aktorską. Ubolewał, że charakter Chlestakowa nie został właściwie odegrany, przez co pozostał niezrozumiały. Choć aktorzy byli nieźli jak na ówczesne warunki, widział wyraźnie, że Rewizor przerasta możliwości teatru pierwszej połowy XIX wieku, dlatego próbował go zrozumieć z różnych perspektyw i szukał sposobu, by zbliżyć scenę do własnej wizji, rozpoczynając pracę nad nową redakcją tekstu. Nie tylko poprawił tekst, ale także opisał, jak według niego powinna wyglądać idealna finałowa scena niema – mimo że w pierwszym wydaniu nie znalazła się ona prawdopodobnie z powodu błędu edytora.

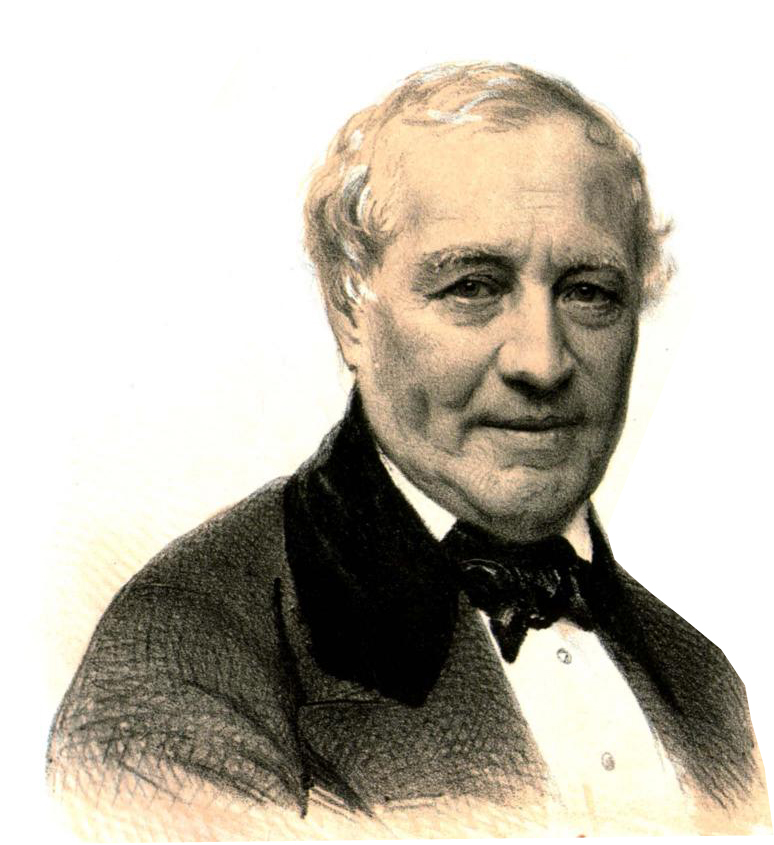
Iwan Sosnicki
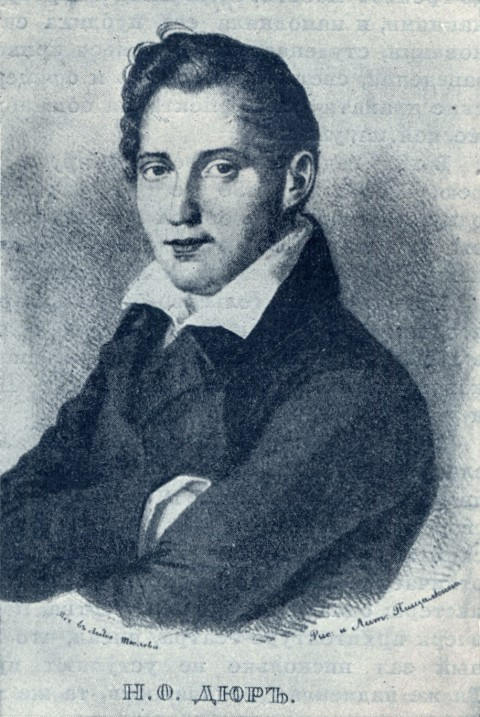
Nikołaj Diur
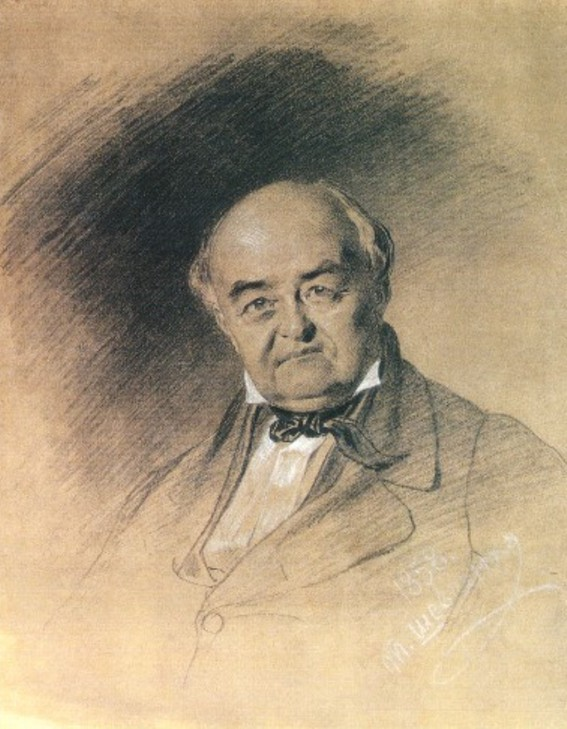
Michaił Szczepkin
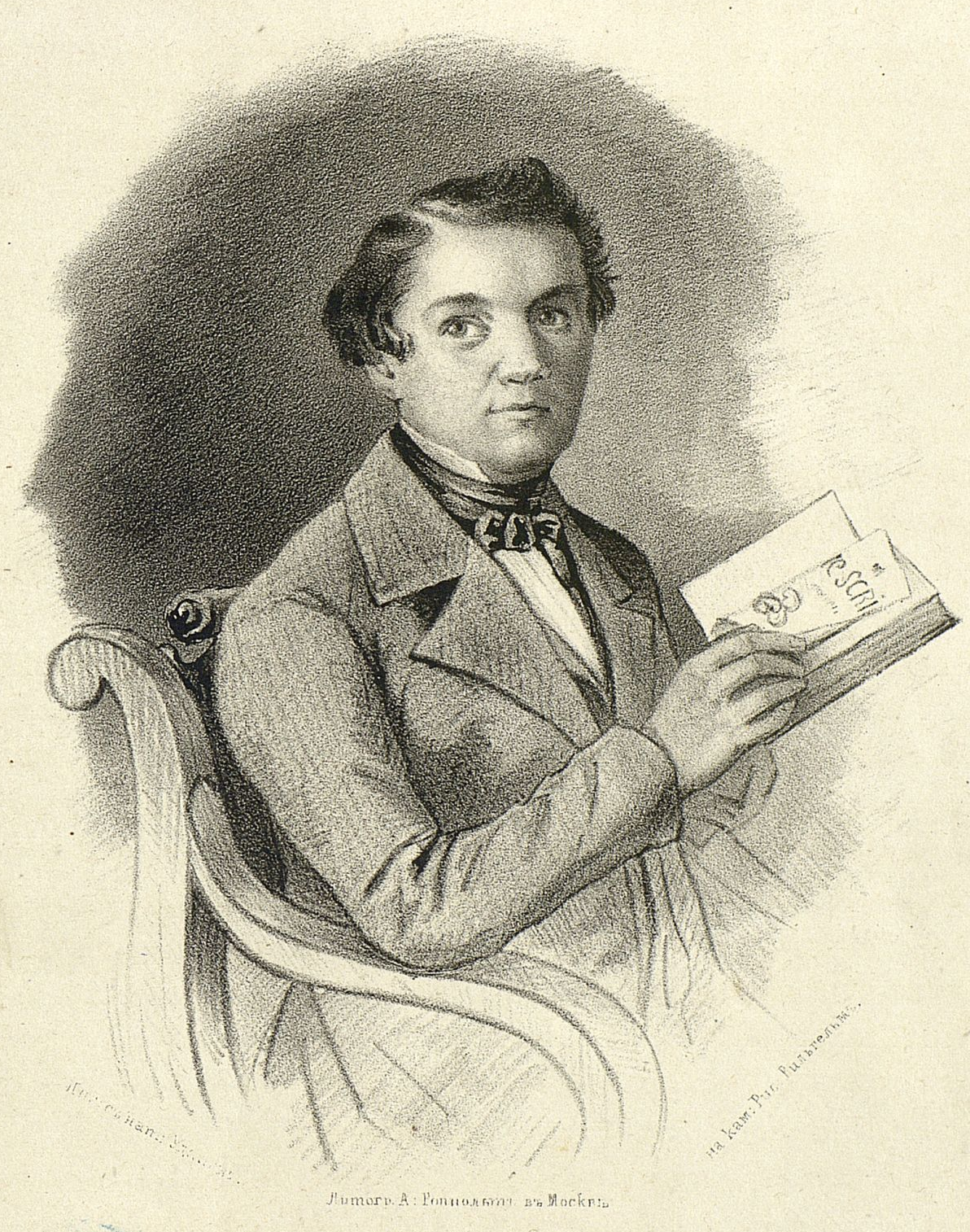
Dmitrij Lenski

## Pierwsze wrażenia
Najwcześniejszy odbiór sztuki jest dobrze udokumentowany: krytyka zareagowała niejednoznacznie, jednak publiczność przyjęła ją z rosnącym entuzjazmem.

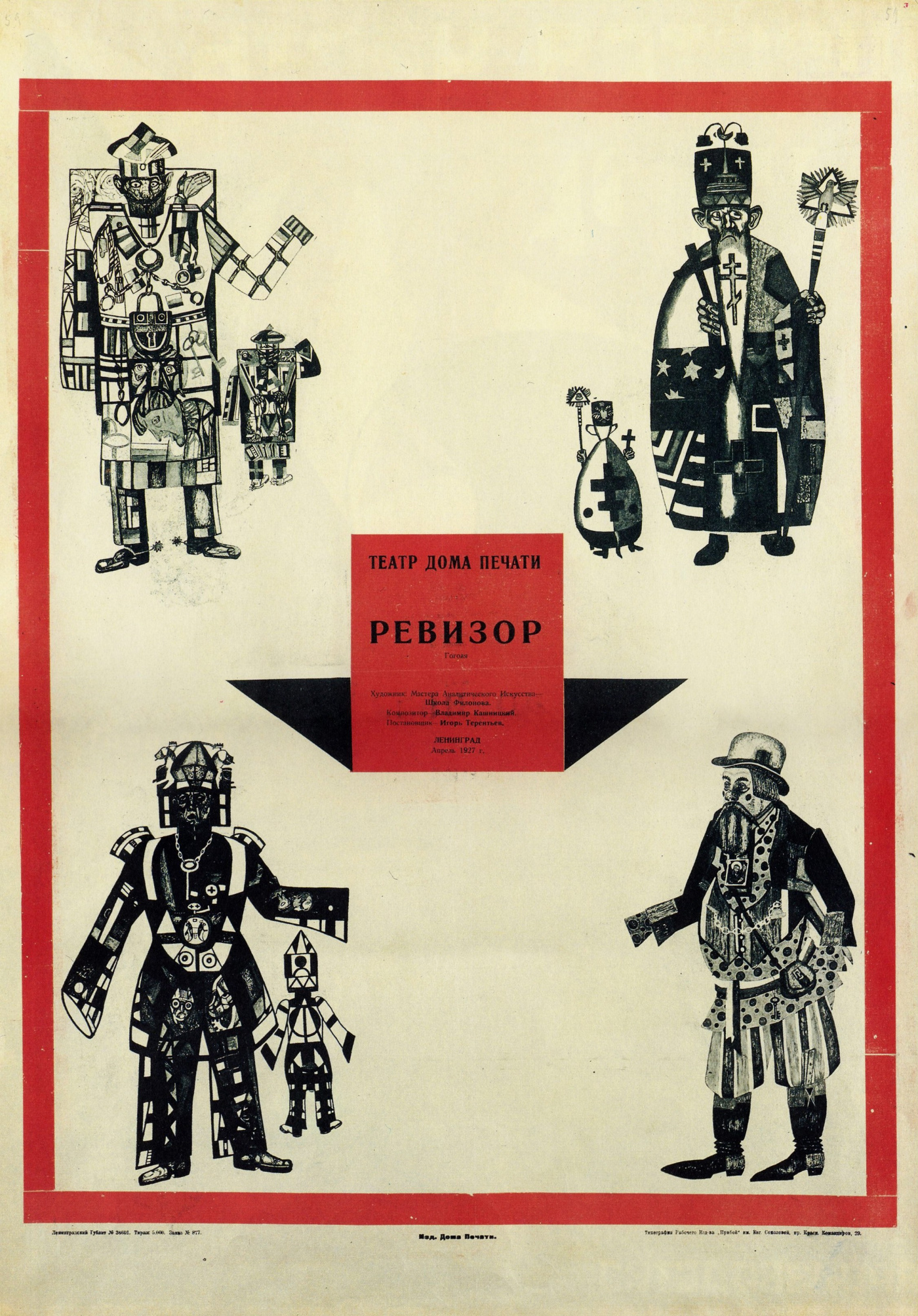
Afisz spektaklu (1927)

Po premierze dzieła pojawiły się liczne opinie, zarówno krytycznoliterackie, jak i społeczne czy moralne. Niektórzy uznawali, że sztuka nie jest komedią, tylko farsą – przeciwstawiano tu dwa modele teatru: moralizującą komedię z wyraźnym konfliktem wartości i typowy farsowy spektakl o autonomicznej strukturze komicznej. W takim ujęciu Rewizor jawił się jako zbiór groteskowych scen, pozbawionych odniesienia do rzeczywistości. Podobne rozumienie zarzucał aktorom premiery sam Gogol, uznając ich interpretację za uproszczoną i trywializującą postać Chlestakowa. Inni widzieli w sztuce obraz społeczeństwa, odczytując ją jako pamflet i zniesławienie Rosji. Uważali, że przedstawiony na scenie świat nie ma odpowiednika w żadnym z rosyjskich miast, przez co uznawali komedię za fałsz i potwarz. Tego rodzaju odbiór wynikał z tendencji do doszukiwania się konkretnych pierwowzorów postaci i sytuacji, z pominięciem techniki typizacji. Kolejna grupa zarzucała sztuce niemoralność – wskazywano na brak pozytywnych bohaterów i dydaktycznego przesłania. W oczach tych odbiorców Rewizor nie spełniał oczekiwań wobec komedii jako gatunku mającego nie tylko bawić, ale także uczyć i wychowywać. Piotr Wiaziemski, komentując te opinie, wskazywał, że sztuka może oddziaływać etycznie, nie moralizując bezpośrednio. Obraz zła sam w sobie może skłaniać do refleksji i nie wymaga obecności pozytywnego wzorca. Pogląd ten był zbieżny ze stanowiskiem Bielinskiego, który już wcześniej podkreślał, że siła humoru Gogola polega na bezstronnym ukazaniu rzeczywistości – bez upiększeń i dydaktyki, a zarazem z głębokim efektem moralnym.
Sukces Rewizora nie był tożsamy z realizacją zamysłu autora – widownia reagowała zgodnie z własnymi oczekiwaniami, niekoniecznie zgodnymi z intencją Gogola. Sens dzieła okazał się być uzależniony od warunków recepcji. Gogol, rozczarowany sposobem, w jaki zrozumiano jego sztukę, pytał z niedowierzaniem, dlaczego postać Chlestakowa – w jego przekonaniu jednoznaczna – została tak opacznie odczytana. Odpowiedź wynikała z samej istoty procesu recepcji: struktura dzieła była dana obiektywnie, ale jego sens nie istniał poza konkretnym aktem lektury, który zawsze przebiegał w obrębie określonych konwencji kulturowych. W zależności od tego, jakie modele lekturowe przyjmował odbiorca, tekst działał odmiennie, a jego znaczenie ulegało przesunięciom.
Po premierze Gogol, przygnębiony i zrażony, opuścił Rosję. Sztuka, której wystawienie odebrał jako osobistą porażkę, jawiła mu się jako coś, co należy wymazać z pamięci. Wbrew pozytywnej recepcji, oceniał premierę jako niepowodzenie. W liście do Nikołaja Prokopowicza z 25 stycznia 1837 roku, pisanym z Paryża, wyrażał rozdrażnienie informacjami o popularności Rewizora, traktując je jako przesadzone lub fałszywe. W jego korespondencji ujawniał się zawód i niechęć wobec sukcesu, który postrzegał jako sprzeczny z własnymi oczekiwaniami.
Latem 1836 roku, po opuszczeniu przez Gogola kraju, powstała anonimowa komedia Prawdziwy rewizor, będąca satyryczną odpowiedzią na Rewizora. Sztuka była celowym przedsięwzięciem władz i miała zneutralizować wymowę dzieła Gogola. Za inicjatora tego działania uznaje się Mikołaja I. Prawdziwy rewizor spotkał się z jednoznacznie negatywnym odbiorem i został szybko wycofany z repertuaru.
Tymczasem Rewizor zaczął funkcjonować niezależnie od autora: spektakle cieszyły się niesłabnącym powodzeniem (szczególnie popularne było przedstawienie moskiewskie ze Szczepkinem), ukazywały się kolejne recenzje, a w 1841 roku – nowe wydanie komedii. W międzyczasie zmienił się kontekst kulturowy i historyczny, zmieniła się publiczność, a sam Gogol zaczął być postrzegany już nie jako autor ukraińskich opowieści, ale wielki twórca. W ciągu zaledwie kilku lat zmienia się cała epoka i sposób czytania Rewizora.

## Ewolucja percepcji
Każda epoka literacka przynosiła własne sposoby odczytania Rewizora – zależne od dominujących konwencji i kulturowych oczekiwań. Zarówno realistyczne, jak i symboliczne odczytania sztuki stanowią równoprawne próby uchwycenia sensu komedii w zmieniającym się czasie.

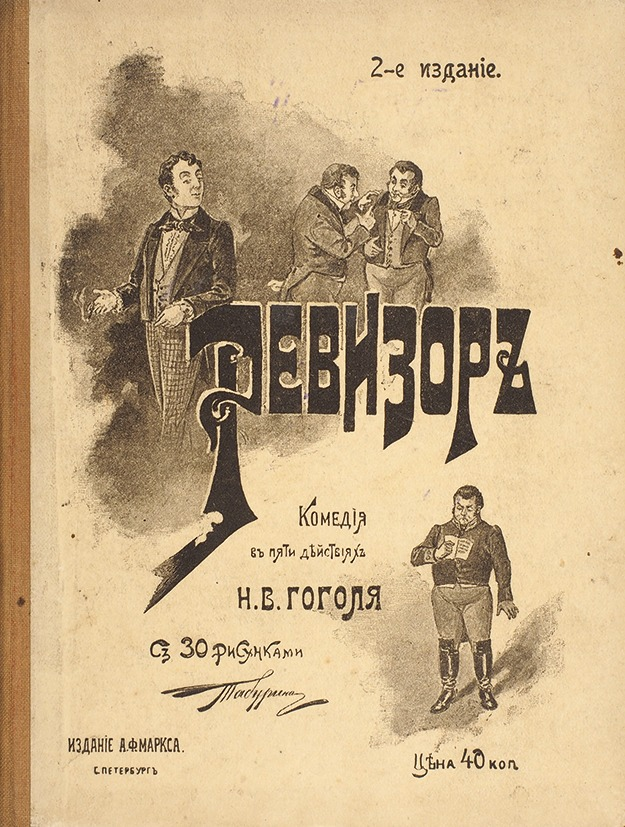
Okładka wydania drugiego (1895)

W latach czterdziestych XIX wieku Rewizor zaczął być odczytywany przez widzów inaczej niż w chwili premiery – zgodnie z interpretacją, która dekadę wcześniej była udziałem nielicznych (Wiaziemski). Realistyczne inscenizacje, zwłaszcza w wykonaniu trupy Szczepkina, zapoczątkowały nowy model rosyjskiego teatru. Sama komedia zaczęła kształtować zarówno aktorów, jak i widownię. Gogol, dostrzegając nieczytelność swojego zamysłu, opracował szereg autokomentarzy, które miały doprecyzować, a przy tym zachować pierwotną ideę sztuki.
W 1946 roku, dla benefisów Szczepkina i Sosnickiego, Gogol dopisał do komedii zakończenie, które miało stanowić dopełnienie spektaklu. Sztuka Zakończenie „Rewizora” (ros. Развязка „Ревизора”) ukazywało kulisy – rozmowę aktorów tuż po przedstawieniu. Postaci powtarzają typowe zarzuty wobec komedii: oskarżenie o paszkwil, brak morału, nieczytelność przesłania. W końcu głos zabiera pierwszy komiczny aktor – Michajło Siemionycz, który ogłasza własną interpretację: widzi w komedii symboliczne przesłanie o duchowej odnowie. Miasto to dusza, urzędnicy – namiętności, Chlestakow – fałszywe sumienie, a prawdziwy rewizor – głos Boga w człowieku. Takie ujęcie stało w sprzeczności z realistyczną strategią odbioru, w której widz rozpoznawał przedstawioną rzeczywistość i konfrontował ją z własnym doświadczeniem. Symboliczna interpretacja Michajły Siemionycza nie zakładała dialogu widza z tekstem, tylko oferowała gotową wykładnię sensu, wzywając do duchowego przebudzenia poprzez odczytanie ukrytego znaczenia. W epoce realizmu interpretacja zaproponowana w Zakończenie „Rewizora” mogła być traktowana jedynie jako jedna z wielu równoprawnych, jednak nieuprzywilejowanych wersji odczytania: odbiorca miał prawo samodzielnie interpretować dzieło nawet wbrew autorowi, dlatego sztuka spotkała się z negatywnym odbiorem i utwór nie został wtedy ani opublikowany, ani wystawiony. Drukiem ukazał się dopiero w 1856 roku.
Na przełomie XIX i XX wieku, wraz z dominacją symbolizmu, strategia lektury, na której oparto Zakończenie „Rewizora”, zyskała status obowiązującej: widz miał odkrywać w realistycznych obrazach głębszy, ukryty sens duchowy. Dzieło osadzono w konkretnej rosyjskiej rzeczywistości i zaczęto odczytywać w zupełnie innym kluczu. Krytyka literacka epoki symbolizmu, reprezentowana m.in. przez Dmitrija Mereżkowskiego i Walerija Briusowa, dostrzegła w komedii sensy uniwersalne, duchowe, symboliczne. Chlestakow i świat prowincjonalnego miasta przestali być po prostu realistycznymi figurami, a zaczęli funkcjonować jako uosobienia zła, kłamstwa i duchowego chaosu. Zgodnie z nową strategią recepcyjną Rewizor przestał być traktowany jako odbicie rzeczywistości i zaczął być postrzegany jako wizja – obraz stanu duszy, alegoria upadku sumienia, dramat moralny. Ta przemiana objęła także praktykę teatralną. Przełomowe inscenizacje z lat dwudziestych XX wieku – np. przedstawienia Konstantina Stanisławskiego i Wsiewołoda Meyerholda – uwypuklały elementy groteskowe, fantasmagoryczne, psychologiczne, odchodząc od realistycznej inscenizacji i akcentując dwuznaczność, niepokój i metafizyczny wymiar komedii.

## Postacie
W dramacie występuje około 25 postaci, co sytuuję go wśród utworów o dużej liczbie ról, obok Borysa Godunowa Aleksandra Puszkina (około 20) i dramatów Williama Shakespeare'a (do 30).
| Oryginał ros.                            | Transkrypcja                                   | Tł. Jana Chełmikowskiego                     | Tł. Juliana Tuwima                       | Funkcja                                  |
| ---------------------------------------- | ---------------------------------------------- | -------------------------------------------- | ---------------------------------------- | ---------------------------------------- |
| Антон Антонович Сквозник-Дмухановский    | Anton Antonowicz Skwoznik-Dmuchanowski         | Antoni Skwożnik Dmuchanowski                 | Anton Antonowicz Skwoznik-Dmuchanowski   | horodniczy                               |
| Анна Андреевна                           | Anna Andriejewna                               | Anna                                         | Anna Andriejewna                         | żona horodniczego                        |
| Марья Антоновна                          | Marja Antonowna                                | Marya                                        | Maria Antonowna                          | córka horodniczego                       |
| Лука Лукич Хлопов                        | Łuka Łukicz Chłopow                            | Chłopow                                      | Łuka Łukicz Chłopow                      | wizytator szkół                          |
| Жена его [Хлопова]                       | Żena jego [Chłopowa]                           | Jego [Chłopowa] żona                         | Jego [Chłopowa] żona                     | żona Chłopowa                            |
| Аммос Фёдорович Ляпкин-Тяпкин            | Ammos Fiodorowicz Lapkin-Tiapkin               | Liapkin-Tiapkin                              | Ammos Fiedorowicz Lapkin-Tiapkin         | sędzia                                   |
| Артемий Филиппович Земляника             | Artiemij Filippowicz Ziemlanika                | Ziemlenika                                   | Artiemij Filipowicz Ziemlanika           | kurator zakładów dobroczynnych           |
| Иван Кузьмич Шпекин                      | Iwan Kuźmicz Szpiekin                          | Szpekin                                      | Iwan Kuźmicz Szpiekin                    | naczelnik poczty                         |
| Пётр Иванович Добчинский                 | Piotr Iwanowicz Dobczinski                     | Piotr Dobczyński                             | Piotr Iwanowicz Dobczyński               | właściciel ziemski                       |
| Пётр Иванович Бобчинский                 | Piotr Iwanowicz Bobczinski                     | Piotr Bobczyński                             | Piotr Iwanowicz Bobczyński               | właściciel ziemski                       |
| Иван Александрович Хлестаков             | Iwan Aleksandrowicz Chlestakow                 | Alexander Chlestakow                         | Iwan Aleksandrowicz Chlestakow           | urzędnik z Petersburga                   |
| Осип, слуга его [Хлестaковa]             | Osip                                           | Józef                                        | Osip                                     | służący Chlestakowa                      |
| Христиан Иванович Гибнер                 | Christian Iwanowicz Hibner                     | Krystian Hibner                              | Krystian Iwanowicz Hibner                | lekarz powiatowy                         |
| Фёдор Иванович Люлюков                   | Fiodor Iwanowicz Lulukow                       | Teodor Liuliukow                             | Fiedor Andriejewicz Lulukow              | były urzędnik, honorowy obywatel miejski |
| Иван Лазаревич Растаковский              | Iwan Łazariewicz Rastakowski                   | Jan Rostakowski                              | Iwan Łazariewicz Rastakowski             | były urzędnik, honorowy obywatel miejski |
| Степан Иванович Коробкин                 | Stiepan Iwanowicz Korobkin                     | Stefan Korobkin                              | Stiepan Iwanowicz Korobkin               | były urzędnik, honorowy obywatel miejski |
| Степан Ильич Уховертов                   | Stiepan Iljicz Uchowiertow                     | Uhowertów                                    | Stiepan Iljicz Uchowiertow               | komisarz policji                         |
| Свистунов                                | Swistunow                                      | Swistunow                                    | Świstonow                                | policjant                                |
| Пуговицын                                | Pugowicyn                                      | Pugowiczyn                                   | Pugowicyn                                | policjant                                |
| Держиморда                               | Dierżymorda                                    | Dzierzymorda                                 | Dzierżymorda                             | policjant                                |
| Абдулин                                  | Abdulin                                        | Abdulin                                      | Abdulin                                  | kupiec                                   |
| Февронья Петровна Пошлепкина             | Fiewronja Pietrowna Poszlepkina                | Poszlepkina                                  | Fiewronia Pietrowna Poszlepkina          | żona ślusarza                            |
| Жена унтер-офицера                       | Żena unter-oficera                             | –                                            | Żona podoficera                          | żona podoficera                          |
| Мишка                                    | Miszka                                         | Michałek                                     | Miszka                                   | służący horodniczego                     |
| Слуга трактирный                         | Sługa traktirnyj                               | Kelner                                       | Kelner                                   | kelner w zajeździe                       |
| –                                        | –                                              | Żandarm                                      | Żandarm                                  | żandarm                                  |
| –                                        | –                                              | Głos Jamszczyka                              | –                                        | stangret                                 |
| Гости и гостьи, купцы, мещане, просители | Gosti i gostji, kupcy, mieszczanie, prositieli | Damy, goście, kupcy, mieszczanie, suplikanci | Goście, kupcy, mieszczanie, petenci itd. | uczestnicy scen masowych                 |

## Charakterystyka postaci
Do trzeciego wydania Rewizora Gogol przygotował obszerny komentarz literacki Przestroga dla tych, którzy chcieliby porządnie wystawić „Rewizora” (ros. Предуведомление для тех, которые пожелали бы сыграть как следует „Ревизора” Н.В. Гоголя), w którym zawarł charakterystykę poszczególnych postaci. Komentarz jednak ukazał się drukiem dopiero  w 1886 roku.

### Chlestakow

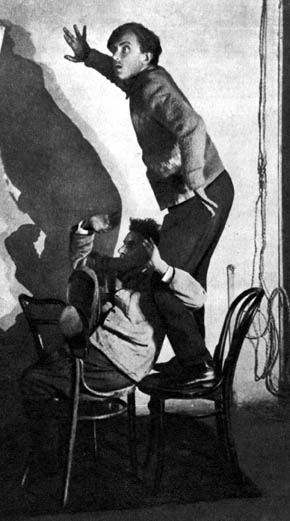
Erast Garin w roli Chlestakowa (1926)

Postać Iwana Aleksandrowicza Chlestakowa to najbardziej złożona i wymagająca rola w całym utworze. Choć sam w sobie jest człowiekiem skrajnie przeciętnym – bez znaczenia, zdolności i charakteru – zostaje przejściowo wyniesiony do rangi bohatera przez zbiorowy lęk mieszkańców miasta. To właśnie ten społeczny strach, zacierając granice racjonalnego postrzegania, czyni z niego postać komicznie dominującą.
Początkowo Chlestakow nie rozumie sytuacji ani przyczyn, dla których traktowany jest z takim szacunkiem. Szybko jednak ulega urokowi nowej pozycji – zaczyna mówić, fantazjować i pozować, nie w celu oszustwa, tylko z naiwnym zachwytem nad niespodziewaną rolą. Jego monologi rodzą się przypadkowo, pod wpływem pytań i sugestii otoczenia, które samo dostarcza mu tematów. Stopniowo zaczyna wierzyć w swoje kłamstwa i przeżywać własne fantazje z autentycznym wzruszeniem i patosem. Scena, w której przedstawia się jako wpływowy urzędnik, jest kulminacją tej iluzji – emanuje w niej dumą i autorytetem, zaczerpniętych z cudzych reprymend, które z zapałem odtwarza. Mimo to pozostaje tym samym człowiekiem – głupim, płytkim, pozbawionym refleksji. Po wytrzeźwieniu nie rozumie, co się wydarzyło, i wraca do pierwotnego stanu. Chlestakow to figura groteskowa i zarazem uniwersalna – uosabia ludzką skłonność do pozowania, do upajania się wyobrażonym obrazem samego siebie. Choć sam jest błahy, nosi w sobie cechy spotykane także u ludzi poważnych i inteligentnych.
Rola Chlestakowa wymaga od aktora dużej precyzji i wszechstronności – zdolności oddania zmiennych emocji, powierzchownego wdzięku i naiwnej światowości. Tylko wtedy możliwe jest ukazanie jego światopoglądowej pustki pod pozorami lekkości i uroku.

### Skwoznik-Dmuchanowski
Horodniczy Anton Antonowicz Skwoznik-Dmuchanowski jest skupiony na doraźnych korzyściach materialnych, co całkowicie pochłania jego uwagę i prowadzi do moralnej obojętności. Nie kieruje się świadomą wolą czynienia zła – jego egoizm i chciwość stopniowo pozbawiają go zdolności dostrzegania cierpienia innych. Jego postawa nie wynika z cynizmu, tylko z przyzwyczajenia i etycznego zobojętnienia. Zachowuje zewnętrzne oznaki religijności i poczucie winy, ale pokusa przeważa nad refleksją moralną. Groźba kontroli wpędza go w stan ciągłego napięcia i czyni podatnym na manipulację. Przekonany o własnej bezkarności i wpływach, ulega złudzeniu triumfu. Kulminacją tej iluzji jest ujawnienie prawdziwego rewizora – doświadczenie to ma dla horodniczego wymiar tragiczny.

### Lapkin-Tiapkin
Sędzia Ammos Fiodorowicz Lapkin-Tiapkin jest bohaterem mniej uwikłanym w korupcję niż horodniczy i nie działa z premedytacją. Jego nieuczciwość wynika z zamiłowania do polowania, które prowadzi do licznych nadużyć popełnianych bez świadomości ich moralnej wagi. Skupia się głównie na sobie i własnych zdolnościach intelektualnych. Brak religijności ma u niego charakter praktyczny – wynika z potrzeby samorealizacji, a nie z ideowego sprzeciwu. Każdą sytuację, nawet budzącą niepokój u innych, traktuje jako okazję do zaprezentowania analitycznego myślenia. Satysfakcję czerpie z samego aktu intelektualnej wypowiedzi, co znajduje wyraz w sposobie mówienia – uważnie obserwuje reakcje otoczenia i dobiera słowa z myślą o ich estetycznym i retorycznym efekcie.

### Ziemlanika
Kurator zakładów dobroczynnych Artiemij Filippowicz Ziemlanika to postać o niezgrabnej sylwetce, ale dużej sprawności w działaniu i manipulacji. Cechuje go przebiegłość, służalczość i umiejętność lawirowania – cechy pozostające w sprzeczności z jego pozorną ociężałością. W relacjach społecznych posługuje się pochlebstwem i demonstracyjną uległością, błyskawicznie dostosowując się do sytuacji, jak w scenie z odpowiedzią na pytanie Chlestakowa. Ziemlanika to typ oportunisty, gotowego dla własnego bezpieczeństwa bez wahania obciążyć innych, nie licząc się z więzami towarzyskimi ani lojalnością. Ma skłonność do donosicielstwa i intryg, kierując się wyłącznie interesem własnym. Jego groteskowa, choć pozornie komiczna postać, daje aktorowi możliwość ukazania mechanizmów społecznego konformizmu bez popadania w karykaturę.

### Chłopow
Postać nadzorcy szkół Łuki Łukicza Chłopowa jest zredukowana do figury człowieka zastraszonego – jego postawa ukształtowana została przez powtarzające się kontrole i nagany, których przyczyny pozostają dla niego niejasne. Lęk stał się dla niego trwałym stanem psychicznym, a każda zapowiedź wizyty czy inspekcji wywołuje u niego panikę i bezradność. Brak mu świadomości własnych przewinień, co potęguje jego niepewność i nerwowość. Postać ta nie posiada złożonej motywacji ani dynamiki wewnętrznej – jej teatralna realizacja opiera się wyłącznie na stałym wyrażaniu strachu.

### Szpiekin
Naczelnika poczty Iwana Kuźmicza Szpiekina cechuje prostolinijność sięgająca naiwności. Postrzega rzeczywistość jako zbiór ciekawych historii służących jedynie zabiciu czasu, które poznaje poprzez otwierane przez siebie listy. Dla aktora realizacja tej roli sprowadza się do jak najpełniejszego ukazania tej prostoduszności.

### Bobczinski i Dobczinski
Piotr Iwanowicz Bobczinski i Piotr Iwanowicz Dobczinski mają silnie zarysowane rysy komiczne i wymagają precyzyjnego opracowania aktorskiego. Ich egzystencja sprowadza się do nieustannego krążenia po mieście, przekazywania plotek i uprzedzania innych w dzieleniu się nowinami. Całe ich życie jest ciągiem wizyt i opowieści, mówienie staje się naczelnym celem ich działania, a potrzeba podzielenia się wiadomością przekształca się w główny motor życiowy. Są to postaci wtórne, podporządkowane cudzym sprawom, pozbawione własnej samodzielności. Ich pośpiech i nerwowość wynikają z lęku, że nie zdążą opowiedzieć tego, co wiedzą. Ciekawość jest u nich funkcją chęci bycia informatorami. Fizycznie niemal identyczni – niscy, okrągłolicy, schludnie ubrani, z wyraźnym podobieństwem w postawie i gestach – różnią się jedynie temperamentem: Bobczinski, nieżonaty, żywszy i bardziej impulsywny, dominuje nad spokojniejszym, żonatym Dobczinskim.
W interpretacji scenicznej kluczowe jest uchwycenie ich nadpobudliwej potrzeby mówienia i nieustannego dążenia do uczestnictwa w wydarzeniach. Aktorzy muszą oddać to napięcie i nerwowość bez popadania w przerysowanie – unikając karykatury, zachowując wewnętrzną logikę postaci.

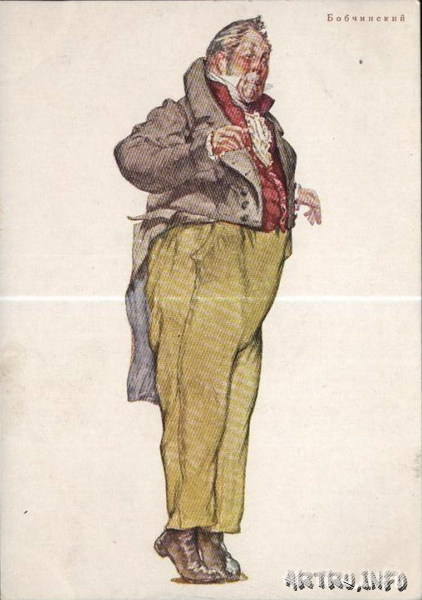
Piotr Iwanowicz Bobczinski
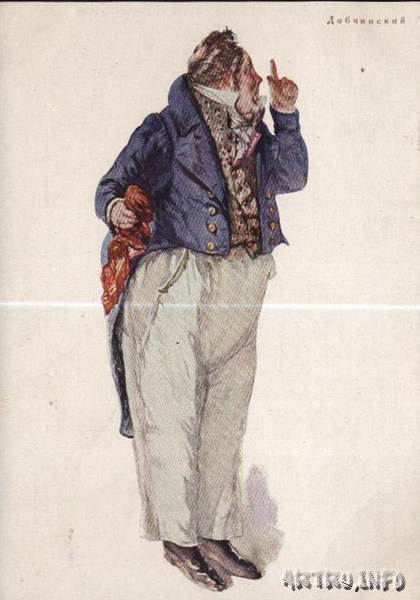
Piotr Iwanowicz Dobczinski
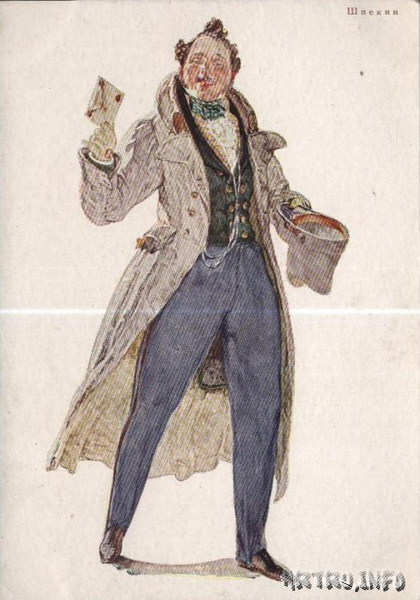
Iwan Kuźmicz Szpiekin

### Postaci drugoplanowe
Postaci drugoplanowe – kupcy, mieszczanie, policjanci i różnego rodzaju petenci – reprezentują typy codziennie spotykane w życiu społecznym, łatwe do odtworzenia przez aktorów potrafiących uchwycić charakterystyczne cechy zachowań i języka ludzi różnych stanów. Podobnie rzecz się ma ze sługą, mimo że jego rola ma większą wagę dramatyczną. To postać starszego rosyjskiego służącego, który, dostrzegając słabość i śmieszność swego pana, pozwala sobie na zuchwałość, moralizowanie, dyskretną i skuteczną drobną kradzież. Typ ten jest powszechnie rozpoznawalny, co ułatwia jego sceniczną realizację. Te postaci reagują na zapowiedź przyjazdu rewizora w sposób łatwy do intuicyjnego uchwycenia – ich zachowania wynikają z typowego dla ich pozycji społecznej lęku przed władzą i niepewności wobec nieznanego.

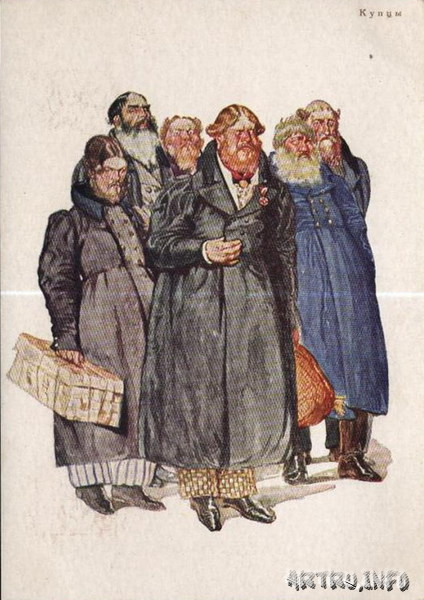
Kupcy
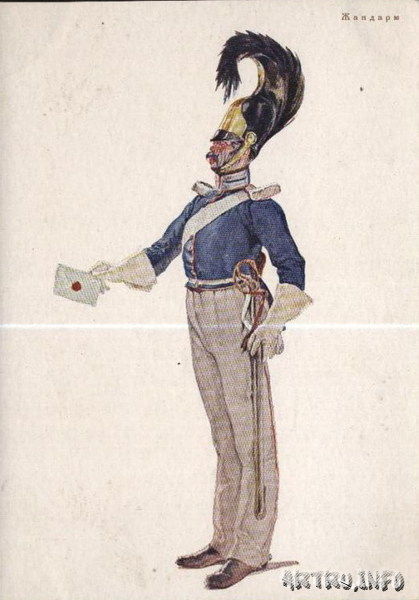
Żandarm
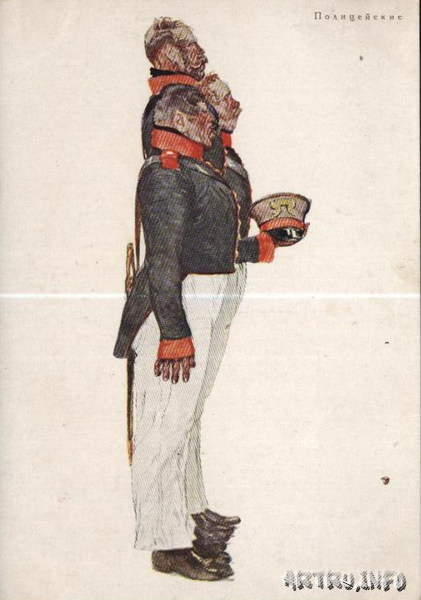
Policjanci
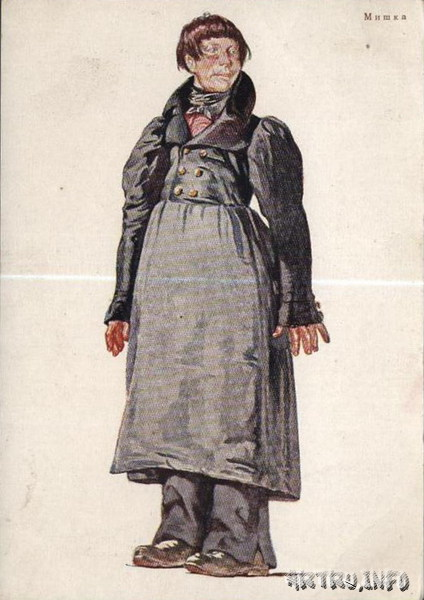
Miszka

### Osip
Na tle dwóch pozostałych służących w komedii – kelnera w zajeździe i Miszki – Osip, sługa Chlestakowa, jawi się jako postać w pełni zindywidualizowana. Jego rola w akcji jest rozbudowana: tworzy kontrastowo-komplementarną parę z głównym bohaterem. Charakter Osipa ujawnia się już od pierwszego pojawienia się na scenie. Mówi zdroworozsądkowo, jest leniwy, sprytny, nieszczery, a przy tym krytyczny i racjonalny w relacji z Chlestakowem, w sposób sprytny umacnia przekonanie horodniczego, że jego pan to osoba wpływowa, a ostatecznie ratuje Chlestakowa przed poważnymi kłopotami, nakłaniając go do natychmiastowego opuszczenia miasta.

### Postaci kobiece
Gogol zwięźle, ale celnie ukazuje kobiece postacie, przedstawiając je jako równie drobnomieszczańskie i interesowne jak mężczyźni. Ich sposób myślenia opiera się na prostych kryteriach społeczno-materialnych. Zarówno Anna Andriejewna, jak i Maria Antonowna interesują się Chlestakowem wyłącznie ze względu na jego status. Ich spojrzenie jest schematyczne – liczy się wygląd, wiek, stopień wojskowy. Rywalizacja matki i córki o względy Chlestakowa przybiera formę przerysowanego konfliktu, w którym obie udają oburzenie na zachowanie drugiej, same postępując podobnie. W świecie, gdzie liczy się wyłącznie pozycja społeczna i majątek, kobiety ocenia się przez pryzmat pozycji ich mężów. Dlatego Anna Andriejewna gotowa jest porzucić męża na rzecz Chlestakowa lub przynajmniej zostać jego teściową. Troska o wygląd staje się więc środkiem do zdobycia korzyści – stąd spór matki i córki o to, w której sukni lepiej zaprezentować się przed gościem.
Obraz kobiet dopełnia żona podoficera Iwanowa, ukazana jako bezosobowa przedstawicielka mieszczaństwa, która za niesłusznie wymierzoną karę domaga się odszkodowania. Gogol pokazuje, że nawet najbardziej ograniczeni ludzie potrafią dostrzec okazję do zysku. Horodniczy, zirytowany jej skargą, nazywa ją wdową, sugerując, że może łatwo pozbyć się jej męża. Głos zabiera też ślusarka Poszlepkina, której wypowiedź to seria obelg pod adresem władz. Treść jej skargi ginie w potoku emocjonalnych oskarżeń, co również podkreśla powierzchowność i ograniczoność bohaterów.

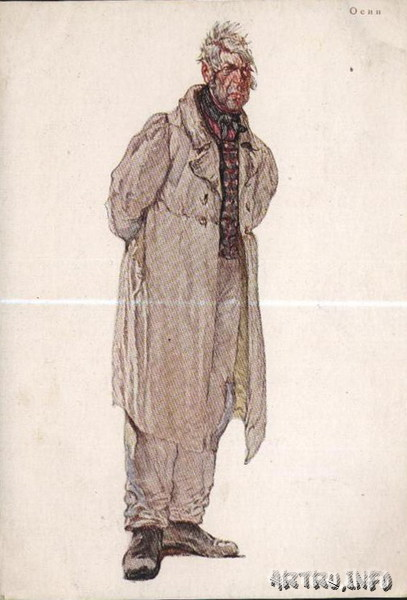
Osip
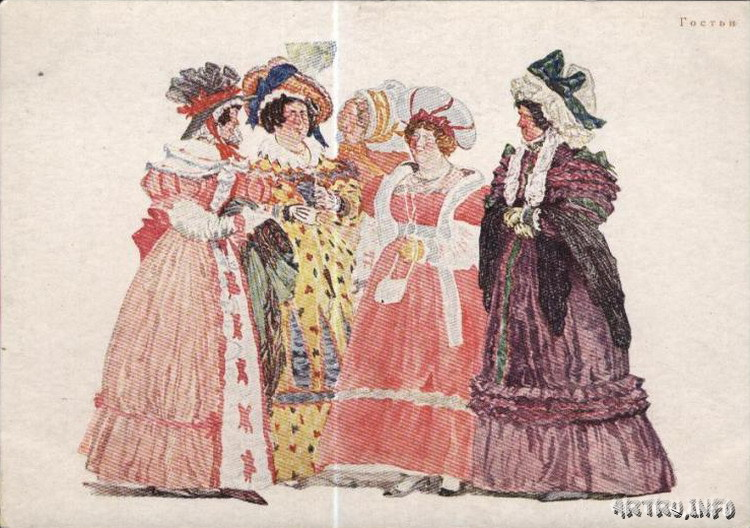
Damy
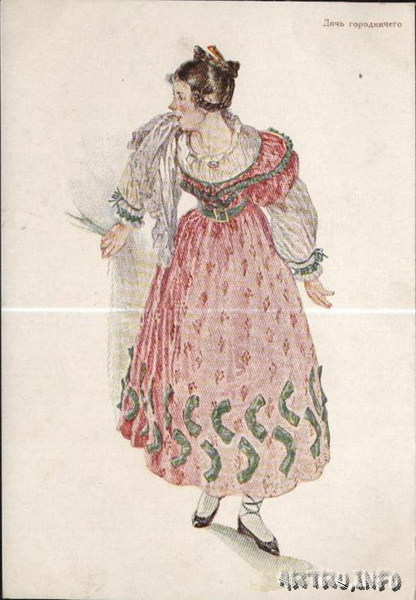
Marja Antonowna
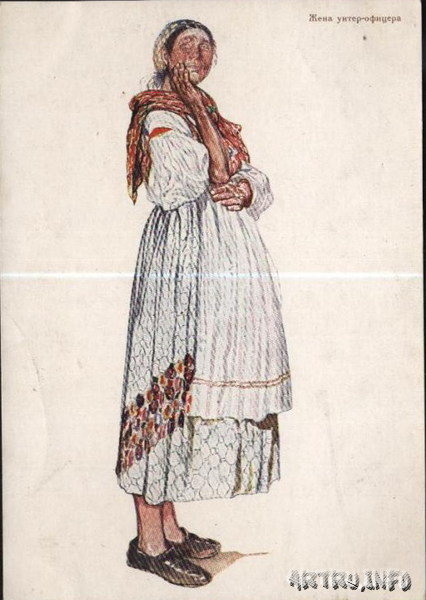
Żona podoficera
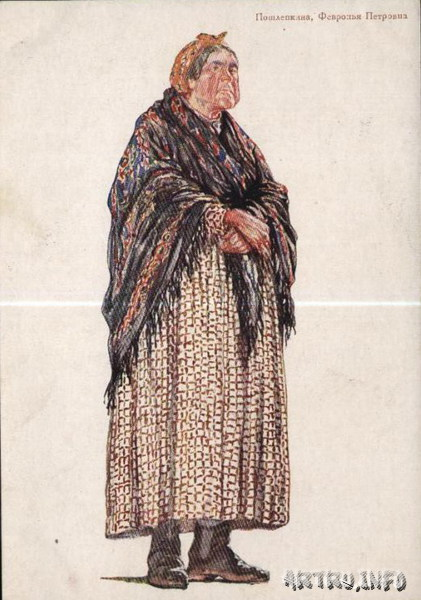
Fiewronja Pietrowna Poszlepkina

## Imiona
Imiona w komedii Gogola stanowią tradycyjnie istotny element koncepcji autorskiej, niosąc ze sobą ładunek komiczny, dydaktyczny lub inny sens znaczeniowy.

### Anton Antonowicz
Gogol nadał horodniczemu imię Anton Antonowicz, by uwydatnić komiczny kontrast między jego postawą a znaczeniem imienia oraz postaciami świętych patronów. Horodniczy oczekuje prezentów nie tylko w dzień św. Antoniego, ale także św. Onufrego, tworząc fikcyjne drugie imieniny. Ten absurdalny gest ma charakter fonetyczny (gra podobieństw: „Anto-” – „Onu-”, wym. „Anufrij”) i satyryczny – ukazuje chciwość bohatera, który dla korzyści łamie zasady religijne. Obchodzenie imienin ku czci dwóch różnych świętych nie ma podstaw w tradycji prawosławnej i stanowi przejaw jego wypaczonej, prywatnej wizji chrześcijaństwa. Zestawienie skorumpowanego urzędnika z patronami-pustelnikami, znanymi z ascezy i ubóstwa, wzmacnia ironiczny wydźwięk. Gogol sugeruje, że bohater nie tylko przypisuje sobie szczególną pozycję, ale wręcz utożsamia się z wielkimi świętymi, co odsłania jego megalomanię. W tym kontekście łatwowierność wobec fantazji Chlestakowa staje się konsekwencją jego przekonań o własnej wyjątkowości.

### Ammos Fiodorowicz
Imię Ammos Fiodorowicz, noszone przez sędziego, nawiązuje do proroka Amosa – jedynego świętego o tym imieniu w tradycji prawosławnej – który w Biblii zapowiada sąd Boży i potępia niesprawiedliwych sędziów. Gogol świadomie sięga po to rzadkie imię, by skontrastować proroka z jego ziemskim imiennikiem: biblijny Amos głosi wolę Bożą i wzywa do pokuty, podczas gdy sędzia w komedii bierze łapówki i traktuje niesprawiedliwość jako normę, choć preferuje łapówki „mniej grzeszne”. Gogol parodiuje tu funkcję prorocką – Amos głosi prawdy objawione, natomiast Ammos Fiodorowicz z podobną zaciekłością wygłasza pseudonaukowe refleksje, twierdząc, że do wszystkiego doszedł sam. W ten sposób autor ukazuje sędziego jako karykaturalne przeciwieństwo proroka, a jego imię staje się ironicznym komentarzem i zapowiedzią sądu – zarówno w sensie biblijnym, jak i teatralnym.

### Łuka Łukicz
Imię Łuka, noszone przez nadzorcę szkół, w tradycyjnym wyobrażeniu ludowym bywa kojarzone z przebiegłością (ros. лукавый). Ponadto Gogol wykorzystuje brzmieniowe skojarzenie z cebulą (ros. лук), umieszczając w liście Chlestakowa kalambur: Wizytator szkół przesiąkł na wskroś cebulą (ros. Смотритель училищ протухнул насквозь луком), co wywołuje efekt komiczny. Imię Łuka bywa zdrobnieniem od Łukjana (pol. Lucjan). Możliwe więc niebieskim patronem Łuli Łukicza był św. Lucjan z Antiochii – duchowny i nauczyciel, prowadzący szkołę oraz zajmujący się korektą tekstów biblijnych. Imię Łukjan wywodzi się prawdopodobnie od łacińskiego lux – „światło”, co w kontekście postaci staje się ironią: światło nauki czy duchowe oświecenie wypadają tu groteskowo. Gogol mógł także nawiązywać do biblijnych fragmentów o świetle wewnętrznym i jego relacji z ciemnością.

### Artiemij Filippowicz
Niebieskim patronem kuratora zakładów szpitalnych, Artiemija Filippowicza, zgodnie z logiką Gogola, byłby zapewne św. Artemiusz, znany z cudownych uzdrowień. W Rosji szczególnym kultem otaczano Artiemija Wierkolskiego. Jedyny znany epizod z jego żywota to śmierć od uderzenia pioruna. Po niej jednak przypisywano jego relikwiom liczne uzdrowienia. W kontekście Artiemija Filippowicza, który ignoruje potrzeby powierzonych mu pacjentów, piorun – symbol świętości i boskiego wybrania – może zostać odczytany jako zapowiedź kary.

### Fiewronja Piertowna
Żona ślusarza przedstawia się Chlestakowowi jako Fiewronja Pietrowa Poszlepkina, co oddaje charakterystyczny dla niższych warstw sposób tworzenia nazwisk: zamiast patronimiku pojawia się przymiotnik od imienia ojca (Piotr), a rzekome nazwisko to w rzeczywistości rodzinne przezwisko. W dokumentach XIX-wiecznych figurowałaby jako „Fiewronja Pietrowa, córka Poszlepkina” (ros. Февронья Петрова дочь Пошлепкина). Zestawienie imion Piotr i Fiewronija (ros. Пётр и Феврония) w kulturze rosyjskiej jest nierozłączne – to święci małżonkowie, popularni wzorzec chrześcijańskiego związku. Imię Fiewronja Pietrowa staje się zatem sygnałem utraty męża.

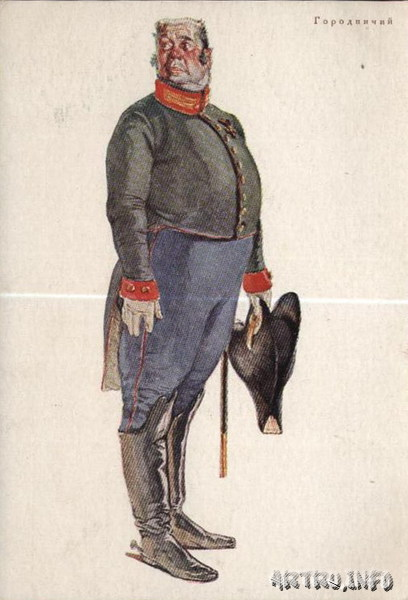
Anton Antonowicz Skwoznik-Dmuchanowski
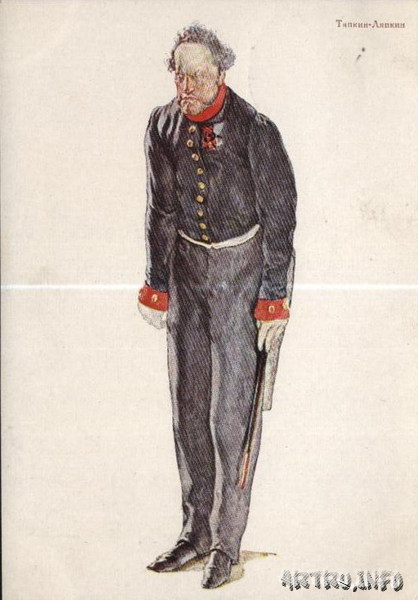
Ammos Fiodorowicz Lapkin-Tiapkin
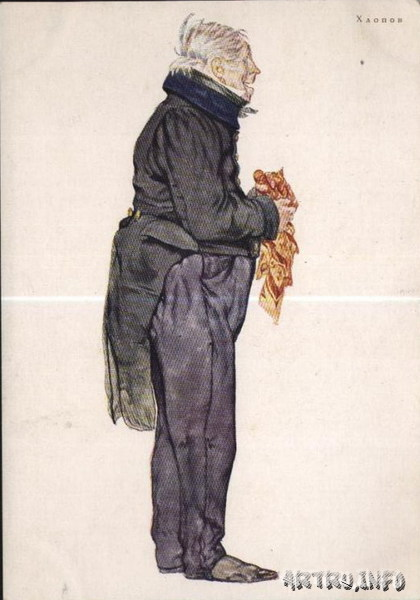
Łuka Łukicz Chłopow
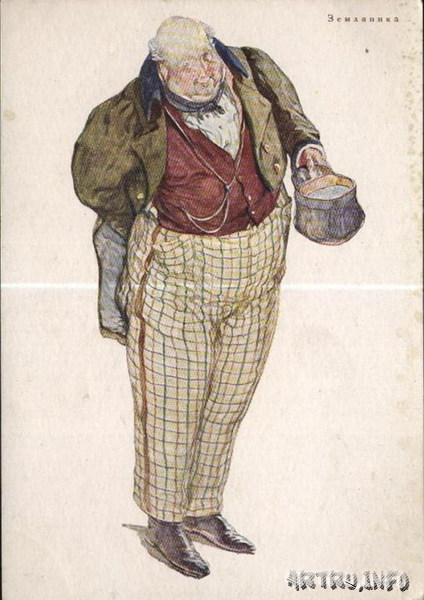
Artiemij Filippowicz Ziemlanika

## Nazwiska
W twórczości Gogola nazwiska postaci nie są abstrakcyjne, jak w klasycznych komediach XVIII wieku, lecz wywodzą się z  języka potocznego – często mają formę przezwisk lub przydomków związanych z działalnością człowieka. Zawierają aluzję do sposobu bycia, zachowania lub pozycji społecznej bohatera, nie stanowią jednak jego pełnej charakterystyki. Pisarz nie dążył do jednoznacznego powiązania znaczenia nazwiska z cechami postaci, na przykład: Lapkin-Tiapkin – od potocznego тяп-ляп (pol. „łapu-capu”), Chlestakow – od wyrazu хлёсткий (pol. „cięty”), ale także sugeruje pochodzenie przemocowe – ród wywodzący się z przodków, którzy wybili się dzięki wyzyskowi chłopów.
Choć wśród bohaterów występują osoby ze stanu szlacheckiego, nie pojawia się żadna typowa, dźwięczna godność szlachecka. Zamiast tego występują nazwiska takie jak: Lapkin-Tiapkin, Szpiekin, Ziemlanika, Dobczinski, Bobczinski – pozbawione odniesień do wielkości, zasług czy sławy. Nazwiska osób poważanych w mieście (Lulukow, Rastakowski, Korobkin) wywołują skojarzenia z lekkomyślnością, rozkładem lub pustką. Chłopow prawdopodobnie wywodzi się z polskiego lub ukraińskiego słowa „chłop”, oznaczającego to samo co rosyjski wyraz холоп (pol. „niewolnik, osobisty sługa”). Odzwierciedla to jego nieśmiałość, brak zdecydowania i zależność od żony. Sam Chłopow przyznaje, że w obecności wyższych rangą osób traci pewność siebie i nie potrafi się swobodnie wypowiadać. W domu zaś to jego żona sprawuje władzę, co wyraźnie widać w ostatnim akcie komedii.
Nazwisko Skwoznik-Dmuchanowski prawdopodobnie wskazuje jednocześnie na pochodzenie ze stanu duchownego oraz cechy biograficzne postaci. Hibner, mimo niemieckiego brzmienia, pochodzi od rosyjskiego гибнуть (pol. „ginąć”), co ironicznie komentuje skuteczność leczenia w jego szpitalu. Nazwiska policyjnych funkcjonariuszy (Swistunow, Dierżymorda, Uchowiertow) odnoszą się bezpośrednio do ich zachowań służbowych i świadczą o nieprawości miejskiego sądu. W tę logikę nazewnictwa wpisuje się też nazwisko mieszkanki Poszlepkinej.

## Motto
Nie przygaduj zwierciadłu, kiedy masz gębę krzywą.

 Przysłowie ludowe.

Motto Rewizora zostało dodane przez Gogola w 1842 roku – już po publikacji i premierze sztuki. Była to reakcja autora na krytykę i zarzuty o oszczerstwo, jakie pojawiły się ze strony części rosyjskiego społeczeństwa. Jest w formie przysłowia i podkreśla obnażający charakter utworu: sztuka – podobnie jak zwierciadło – jedynie odbija niedoskonałą rzeczywistość.
Znaczenie metafory lustra pogłębia się w scenie finałowej, gdy horodniczy wybucha gniewem na pisarzy i krytyków, nieskutecznie usiłując zemścić się na swoim twórcy. W jego tyradzie rozbrzmiewa głos autora, który pyta: Z czego się śmiejecie? – i odpowiada: Z siebie się śmiejecie. W ten sposób do gry włączony zostaje także widz, stając się przedmiotem satyry, a lustro między sceną a widownią zamyka krąg, w którym możliwa jest przemiana człowieka.

## Korupcja

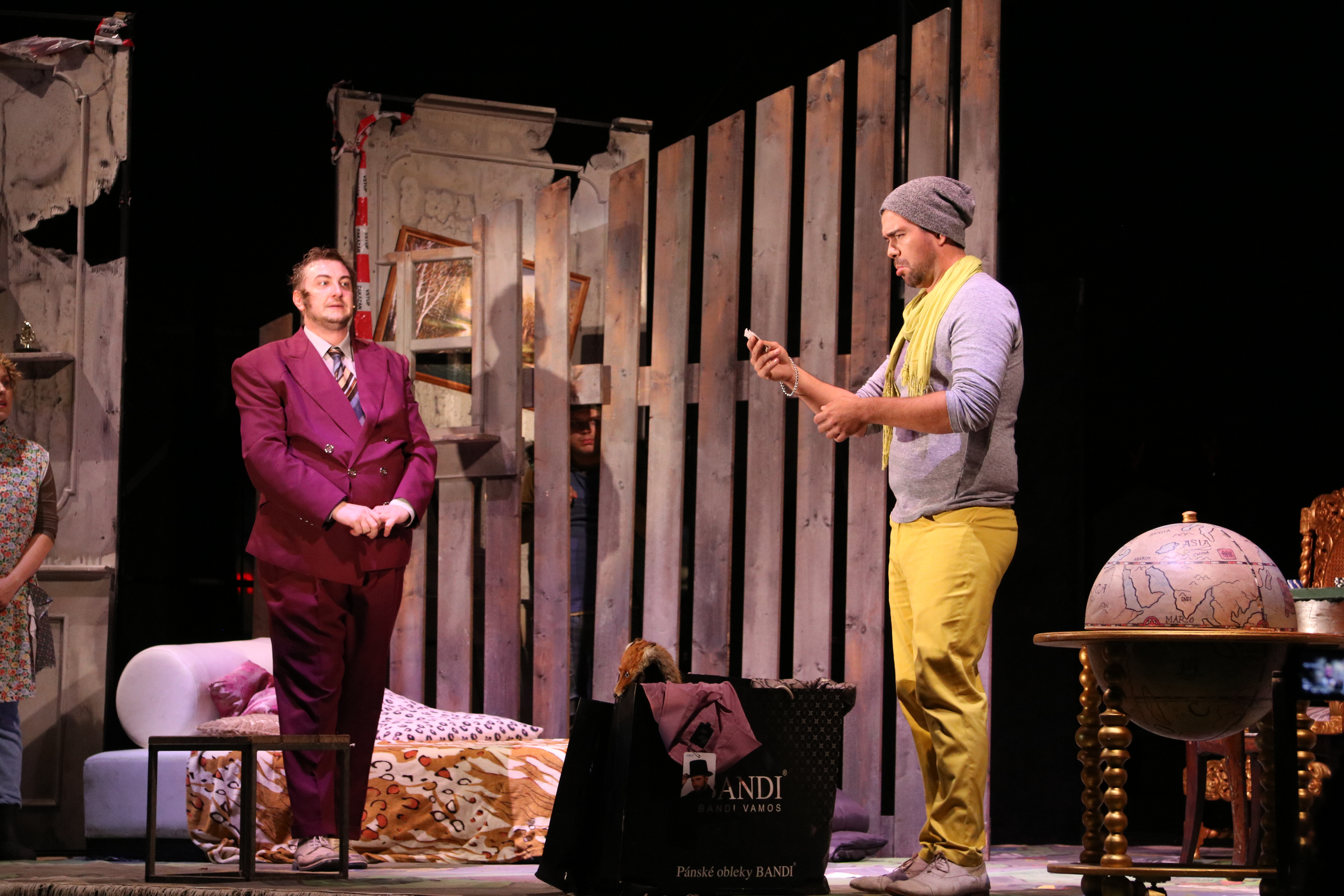
Scena dialogu Chlestakowa i Lapkina-Tiapkina (Teatr Morawski, 2022)

W Rewizorze wątek korupcji zajmuje jedno z głównych miejsc. Praktyka przekupstwa i oszustwa wobec urzędników przedstawiona jest jako zjawisko powszechne i nieuniknione. Zarówno niższe, jak i wyższe warstwy lokalnej administracji nie wyobrażają sobie innego sposobu działania niż wręczenie łapówki. Bezimienne miasteczko powiatowe ukazane zostało jako uogólnienie całej Rosji, której rzeczywista natura ujawnia się w obliczu groźby kontroli.
Temat łapówkarstwa przedstawiony jest z ironią – horodniczy otwarcie przyznaje, że przyjmuje łapówki, jednak podkreśla, że tylko w postaci szczeniąt chartów, co według niego stanowi coś zupełnie innego. Wypowiedzi bohaterów często zawierają charakterystyczne słowa-sygnały, które wskazują na obecność działań korupcyjnych w danym kontekście. Przykładem jest postawa Chlestakowa, który zaprzecza, jakoby brał łapówki, ale jednocześnie dopuszcza przyjęcie pożyczki, mówiąc:

 Nie, ja łapówek nie biorę… Co innego… pożyczka… Gdyby tak trzysta rubli na przykład… to co innego, mógłbym przyjąć.

Urzędnicy miasteczka stosują typowy dla języka korupcji sposób unikania dosłownego nazwania przedmiotu rozmowy. Wyrażenia typu „coś przedsięwziąć” (ros. кое-что предпринять), „wiadomo co” (ros. известно что), „podsunąć” (ros. подсунуть) świadczą o domyślnej zgodzie między rozmówcami i wzajemnym zrozumieniu mimo braku jednoznacznych sformułowań. Czasownik „podsunąć” ma utrwalone w słownikach rosyjskich znaczenie potoczne: „dać łapówkę”. W dialogu między Ziemlaniką a Lapkinem-Tiapkinem sugestia wręczenia łapówki pojawia się w zawoalowanej formie:

 Ziemlanika: Wasza wola, Ammosie Fiodorowiczu, musimy coś przedsięwziąć.

 Lapkin-Tiapkin: Co mianowicie?

 Ziemlanika: No, wiadomo co.

 Lapkin-Tiapkin: Podsunąć?

 Ziemlanika: No tak, choćby i podsunąć.

W przekładzie Chełmikowskiego tej sceny nie ma, z kolei Tuwim tłumaczy „podsunąć” jako „w łapę”.
W innych scenach, mimo formalnego zachowania zasady rozmowy w cztery oczy, nie dochodzi do typowej dla sytuacji korupcyjnej wymiany komunikatów. Chlestakow, do którego urzędnicy przychodzą z zamiarem wręczenia łapówki, odwraca sens sytuacji. W dialogu z Lapkinem-Tiapkinem, który próbuje ukradkiem przekazać pieniądze, Chlestakow reaguje otwarcie, pytając o zawartość dłoni i – zauważywszy pieniądze – prosi, by je mu pożyczyć. Podobny schemat powtarza się przy kolejnych postaciach – Chlestakow sam inicjuje prośby o pieniądze, nie odczytując intencji rozmówców jako prób przekupstwa. Traktuje ich jako gotowych udzielić mu pożyczki, co potwierdza także w liście odczytanym na końcu sztuki: Pożyczają mi wszyscy na prawo i na lewo. Mimo tej dezorientacji ze strony Chlestakowa strategia maskowania intencji, jaką stosuje Ziemlanika, pozostaje czytelna i zgodna z regułami dyskretnego wręczania łapówki.

## Scena niema
Finałowa scena niema to innowacyjny dla teatru rosyjskiego zabieg Gogola, przełamujący czwartą ścianę przez ciszę i bezruch aktorów. Jest prawdopodobnie elementem zaczerpniętym z barokowych komedii. Tego typu rozwiązania były obce rosyjskiemu teatrowi pierwszej połowy XIX wieku, o czym świadczy sprzeciw aktorów, którzy – wbrew zaleceniom Gogola – nie chcieli przez kilka minut pozostawać w bezruchu do zamknięcia kurtyny, traktując to jako niezrozumiały kaprys autora.
Celem sceny niemej było wywołanie głębokiego współuczestnictwa widza i wewnętrznego osądu, a nie tylko dystansu. Pełni ona funkcję sprawiedliwego sądu i symbolizuje oczekiwanie nieuchronnej kary, często interpretowane jako obraz sądu ostatecznego lub momentu apokaliptycznego (Andriej Bieły, Jurij Mann). Ma skłonić widza do utożsamienia się z bohaterami i refleksji nad własnym sumieniem, wykraczając poza komizm i konwencje gatunku. To kulminacja procesu sądowego, w którym widz powinien rozpoznać samego siebie.

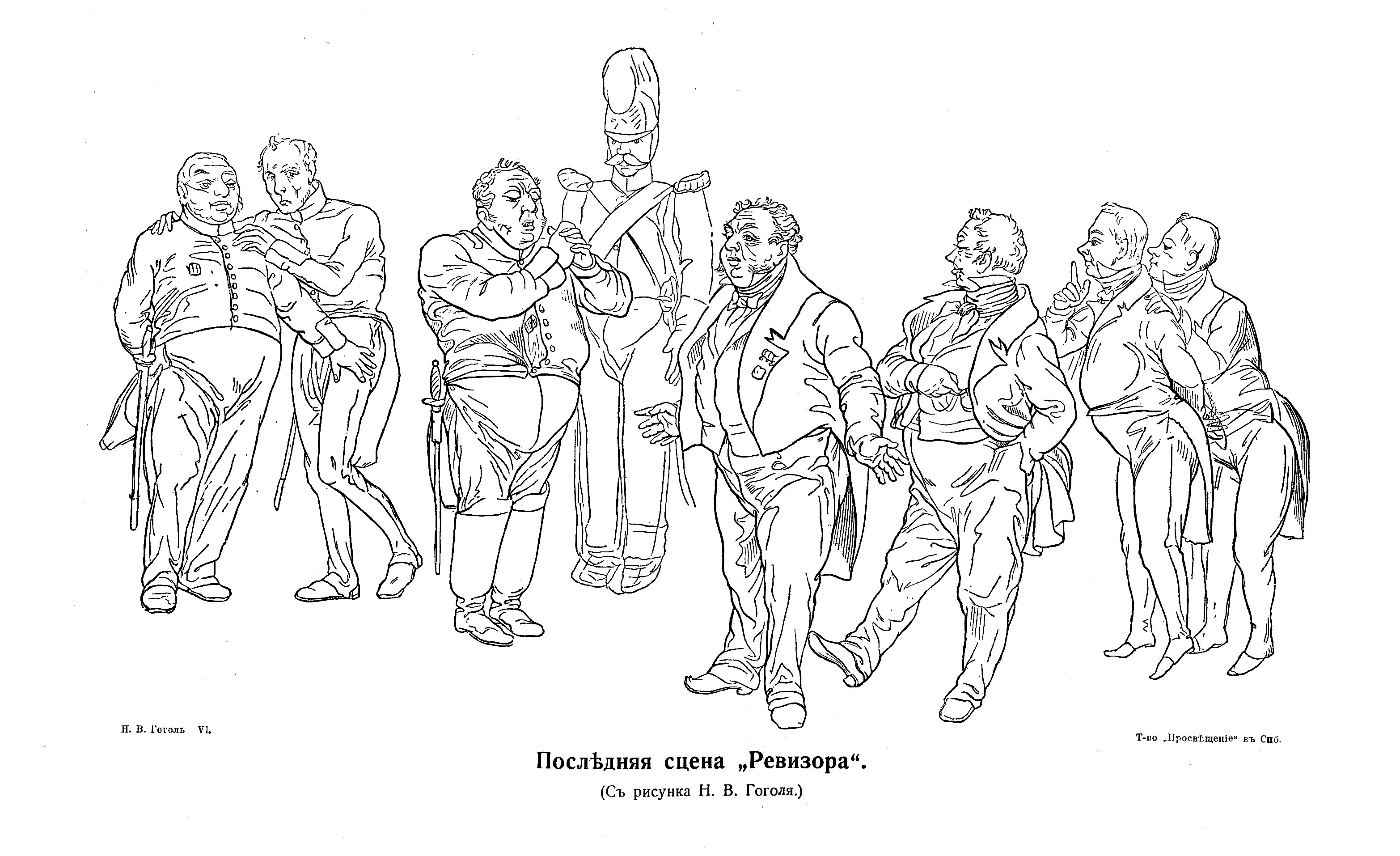
Scena niema (rys. Gogola, 1836)

W sztuce aż do finału zachowana jest spójność gatunkowa i logiczna świata przedstawionego. Jednak ostatnia scena gwałtownie ją przerywa: tytułowy rewizor nie pojawia się, a przedstawiona rzeczywistość zostaje zawieszona. Dla widzów współczesnych Gogolowi taki zabieg był niezrozumiały. Pojawienie się żandarma i wieść o prawdziwym rewizorze likwidują fikcyjny świat komedii, otwierając przestrzeń realną, skierowaną do widza. Autor stosuje tu formę interaktywnego przekazu. Według Jurija Łotmana, istotą jest gwałtowna zmiana świata przedstawionego – ta transformacja przyjmuje formę przestrzenno-czasowego kolapsu, który zrywa ciągłość akcji i przenosi widza do własnej rzeczywistości.
Najbardziej oczywista interpretacja sceny niemej zakłada zatrzymanie czasu: postacie zastygają, a ostatnia kwestia zawisa w powietrzu. Jednak konstrukcja czasowa jest bardziej złożona. Czas się rozdwaja: dla bohaterów zatrzymuje się na stałe, a równocześnie zaczyna działać drugi strumień czasu, skierowany na widza (Walerij Prozorow). Odbiorca zostaje przeniesiony z roli obserwatora do uczestnika, znajdując się w stanie zawieszenia, bez czasu, w którym trwa egzystencjalne oczekiwanie kary i sądu. Ta pauza może trwać dowolnie długo i służy przekroczeniu zwykłej dramatyczności. W scenie łączą się trzy czasy: zatrzymany czas przedstawienia, przedłużone oczekiwanie kary oraz rzeczywisty czas widza.
Wyjście poza ramy akcji dramatycznej realizuje ambicję Gogola, by pełnić rolę sądu. Autor pełni funkcje protokolanta (sporządza opis przestępstw), świadka (zna myśli postaci), oskarżyciela (moralnie potępia), sędziego (wskazuje na powszechną winę) i obrońcy (dostrzega w bohaterach człowieczeństwo). Postacie mają realistyczne motywacje, ukazujące uniwersalne cechy ludzkie: ciekawość – Szpiekin, pragnienie zostać kimś ważnym – Chlestakow, żądza władzy – Skwoznik-Dmuchanowski, próżność – Anna Andriejewna, zawiść i rywalizacja – Liapkin-Tiapkin i Ziemlanika, potrzeba uznania – Bobczinski. Razem tworzą alegorię ludzkiej duszy (Mann). Gogol dostrzega też w bohaterach samego siebie, uznając współwinę, co otwiera drogę do odkupienia.
Scena niema pełni rewizję norm społecznych, ludzkich namiętności i duszy autora. Komedia staje się przestrzenią oskarżenia wobec społeczeństwa i samego Gogola, który w postaciach dostrzega własne wady. Zło przedstawione jest systemowe, zakorzenione w ustroju i relacjach społecznych. Autor wskazuje na potrzebę radykalnej przemiany duchowej, która powinna mieć także wymiar społeczny. Scena łączy aktorów, widzów i autora w osobistym przeżyciu, niosąc wyraźne przesłanie moralne, które jednak nie zostało w pełni przyjęte przez współczesnych. To rozczarowanie przyczyniło się do kryzysu Gogola i jego wyjazdu z Rosji.

## Formalna konstrukcja
Rewizor liczy 5 aktów i 67 scen: I – 6, II – 10, III – 11, IV – 16, V – 14. Struktura komedii rozwija się progresywnie – liczba scen zwiększa się od I do IV aktu, na który przypada największa część tekstu. Akt V jest jest znacznie bardziej obszerny od I. Układ ten wskazuje na wyraźne natężenie dramaturgii ku końcowi:

## Komedia w kulturze światowej
Rewizor był wielokrotnie tłumaczony i komentowany w różnych krajach, zyskując trwałe miejsce w literaturze światowej. 
Po raz pierwszy Rewizor został przełożony na czeski w 1867 roku przez Jozefa Šebora, później tłumaczyli go m.in. Karel Borovský, Josef Frič i Vilém Mrštík. Komedia stała się częścią czeskiej literatury po premierze na scenie teatralnej w 1865 roku. Była wystawiana wielokrotnie, a jej adaptacje pojawiały się także w radiu, telewizji i filmie. W 1921 roku rolę Chlestakowa zagrał Michaił Czechow – jego interpretację uznano za szczególnie wierną intencjom Gogola. Spektakle wystawiali m.in. Jiří Frejka, Jan Kačer, Jan Grossman i Petr Lébl. W inscenizacji Kačera, obok czeskich aktorów, Chlestakowa zagrał po rosyjsku Oleg Tabakow. Rewizora trzykrotnie wystawiano w Teatrze Narodowym w Pradze, ostatnio w 2006 roku z Miroslavem Donutilem i Sašą Rašilovem. Powstały też inne znane inscenizacje – m.in. z Ivanem Vyskočilem, Karelem Hašlerem i Oldřichem Novým. Z rosyjskim repertuarem w Czechach związany jest także reżyser Siergiej Fiedotow, którego Rewizor grany był tam przez kilka sezonów. W 2000 roku sztuka wróciła też na scenę w Kladnie – po raz pierwszy od 1950 roku.

Afisz słoweński (1887)

W latach 60. i 70. XIX wieku, wraz z osłabieniem romantycznej estetyki i upowszechnieniem realizmu, literatura słowacka stanęła przed nowymi wyzwaniami ideowo-artystycznymi. Ważną rolę w ich rozwiązywaniu odegrali rosyjscy pisarze, w tym cieszący się wówczas dużą popularnością Gogol. W drugiej połowie XIX wieku pojawiły się pierwsze przekłady jego dzieł, w tym adaptowany przekład sztuki Rewizor autorstwa Mikuláša Ferienčíka. Sztuka została wystawiona w 1871 roku przez teatr w Martinie, za tytuł posłużyło motto komedii.
Po 1945 roku Rewizor stał się (obok twórczości Maksima Gorkiego) jednym z najczęściej tłumaczonych dzieł rosyjskich w Macedonii. Jego wydanie w języku macedońskim ukazało się w 1947 roku, wielokrotnie było wznawiane, a sztuka na stałe zagościła na deskach macedońskich teatrów, ciesząc się dużym powodzeniem u publiczności.
Inscenizacja Rewizora w Teatrze Narodowym w Belgradzie w 1870 roku (reż. Ałeksandar Baczwanski) wywołała ożywioną debatę. Konserwatywna krytyka starała się umniejszyć wartość sztuki, podczas gdy środowiska lewicowe dostrzegły w niej satyrę na serbską biurokrację. Pierwszy przekład serbski wykonał Živojin Jovović. Jovan Skerlić uważał jego wersję przekładu za formę sprzeciwu wobec systemu, a Lazar Paču podkreślał aktualność utworu. Spektakl spotkał się z entuzjastycznym przyjęciem, przewyższając popularnością lokalną komedię Kir Janja Jovana Popovića. W latach 1861–1900 na scenach Belgradu i Nowego Sadu Rewizora i inne dramaty Gogola grano obok dzieł Aleksandra Gribojedowa i Aleksandra Ostrowskiego.
Teatr chorwacki rozwijał się szybciej niż serbski, jednak rosyjska dramaturgia, w tym Gogol, została tam przyjęta później niż w Serbii. August Šenoa uznał Rewizora za najbardziej odpowiadający gustom chorwackiej publiczności, która po raz pierwszy zobaczyła przedstawienie dopiero w 1875 roku. Do Zagrzebia sztukę przywiózł Toma Jovanović, który grał Chlestakowa także w Belgradzie. Reżyser i aktor Adam Mandrović zagrał w tym przedstawieniu rolę horodniczego. Spektakl odniósł sukces, a znaczącą rolę w popularyzacji sztuki odegrał reżyser Stjepan Miletic, który w 1896 roku ponownie wprowadził Rewizora do repertuaru Teatru Narodowego Chorwacji.
Stosunkowo wcześnie Rewizor został przetłumaczony także na język słoweński i wystawiony na słoweńskich scenach. Komedia wywarła znaczący wpływ na twórczość Ivana Cankara, szczególnie na jego dramaty Za narodov blagor i Pohujšanje v dolini šentflorjanski, w których widoczne są satyryczne i groteskowe elementy inspirowane Gogolem.
Po wyzwoleniu Bułgarii spod panowania osmańskiego w wyniku wojny rosyjsko-tureckiej 1877–1878 zainteresowanie bułgarskich czytelników przesunęło się z bohatersko-epickiej powieści Gogola Taras Bulba na jego satyryczne utwory społeczne. Na czoło wysunęła się komedia Rewizor, przetłumaczona na bułgarski po raz pierwszy w 1882 roku. Do połowy XX wieku sztuka była wielokrotnie przekładana, doczekała się około 20 wydań i łącznie ponad 100 tysięcy egzemplarzy. Uwzględniając liczne inscenizacje na bułgarskich scenach, Rewizor należy do najczęściej obecnych dzieł literackich w Bułgarii.
Na recepcję utworu w Europie Zachodniej wpłynęła aktywność Iwana Turgieniewa, który jako tłumacz i publicysta przyczynił się do popularyzacji literatury rosyjskiej. W 1854 roku ukazał się niemiecki przekład Der Revisor autorstwa Augusta Viederta, uznany za klasyczny. We Francji tłumaczenia podjął się w 1853 roku Prosper Mérimée, publikując sztukę pod tytułem L’Inspecteur Général.
W pierwszej tercji XX wieku Rewizor był kilkakrotnie tłumaczony na angielski w Stanach Zjednoczonych, a każde z tłumaczeń odzwierciedlało inne podejście do tekstu i inny kontekst kulturowy. Przekład Maxa Mandella (1908), powstały w środowisku konserwatywnego Uniwersytetu Yale, był sceniczną adaptacją, uproszczoną i pozbawioną wielu elementów oryginału, podporządkowaną tradycji „dobrego smaku” i teatralnym wymogom. Thomas Seltzer (1916), socjalistycznie nastawiony wydawca i tłumacz, interpretował Rewizora jako atak na system, nie jednostki, nadając mu wyraźnie ideologiczny charakter i eliminując wiele odniesień kulturowych. Najbardziej wierny oryginałowi był przekład George'a Noyesa i Johna Seymora (1933), powstały w środowisku akademickim, wolny od politycznej ingerencji, uzupełniony przypisami i oparty na zasadzie tłumaczenia bliskiego tekstowi źródłowemu. Wszystkie trzy przekłady cechuje strategia domestykacji: uproszczenie składni, redukcja idiomatyczności i neutralizacja rosyjskich realiów. Tłumaczenia były silnie uwarunkowane kulturowym izolacjonizmem USA oraz ówczesnym przekonaniem o podrzędnej roli tłumacza. Rewizor funkcjonował więc w kulturze amerykańskiej nie jako wierna kopia rosyjskiego oryginału, ale jako tekst przekształcony zgodnie z lokalnymi potrzebami, ideologią tłumacza i możliwościami odbioru anglojęzycznego widza czy czytelnika.
W Chinach Gogol i jego twórczość, w tym Rewizor, byli często wspominani przez Lu Xuna. Po raz pierwszy zwrócił on uwagę na autora w 1907 roku, porównując go z Shakespeare'm. Komedia była kilkakrotnie przywoływana i cytowana fragmentarycznie w jego pracach naukowych i listach.
Po 1917 roku Rewizor został przetłumaczony na 38 języków narodów radzieckich.

## W Polsce

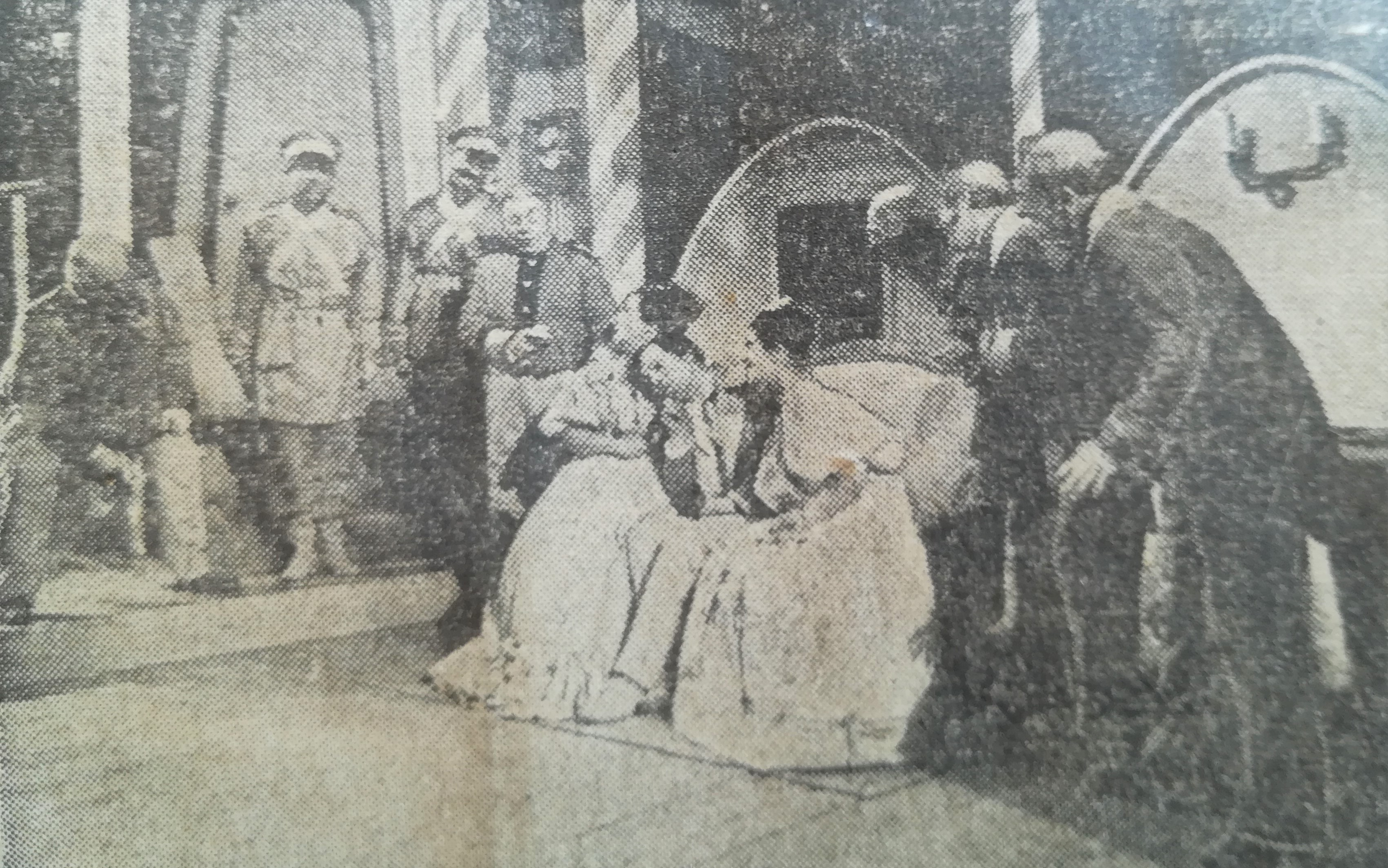
Inscenizacja w Teatrze Słowackiego w Krakowie (1947)

W Polsce pod zaborami Rewizor został wydany po raz pierwszy po polsku w Wilnie w latach 1846 i 1848 – w tłumaczeniu Jana Chełmikowskiego. Na scenie polskiej komedia zadebiutowała w Krakowie w 1850 roku. Do I wojny światowej była wielokrotnie wystawiana w Krakowie, Lwowie, Poznaniu i Warszawie. W 1916 roku w stołecznym Teatrze Rozmaitości najwybitniejsze kreacje stworzyli Mieczysław Frenkiel (horodniczy) i Kazimierz Kamiński (Chlestakow), który odniósł sukces w 1906 roku, grając Chlestakowa po polsku w Petersburgu. Odbiór Rewizora w Polsce zależał od składu społecznego publiczności. Klasy posiadające interpretowały utwór w duchu nacjonalistycznym, przenosząc krytykę z caratu na naród rosyjski, który postrzegano jako moralnie zepsuty. W odróżnieniu od tego elitarnego odczytania, szeroka publiczność reagowała życzliwie – jak relacjonowały „Wiadomości Rosyjskie” po spektaklu krakowskim z 1870 roku, reakcje widzów były podobne do moskiewskich, pełne serdecznego śmiechu i uznania.
W dwudziestoleciu międzywojennym realizację Rewizora wystawiono w 1926 roku – w warszawskim Teatrze im. Bogusławskiego (reż. Aleksander Zelwerowicz). W 1929 roku tłumaczenia komedii dokonał Julian Tuwim i w tymże roku w oparciu o jego przekład został wystawiony spektakl w Teatrze Polskim. Sztuka nie zdobyła jednak szerokiej popularności, m.in. z powodu ograniczonego dostępu do teatrów w okresie kryzysu. W Polsce Ludowej Rewizor był grany w wielu miastach, m.in. w Warszawie, Krakowie, Poznaniu, Wrocławiu, Katowicach, Kielcach i Radomiu, przy dużej frekwencji, mimo częstych formalistycznych inscenizacji. Za najwybitniejsze uznaje się jubileuszowe przedstawienie w Teatrze Narodowym w Warszawie z roku 1952, z Janem Kurnakowiczem jako horodniczym.
Według Encyklopedii teatru polskiego komedia doczekała na polskiej scenie teatralnej ponad stu adaptacji . 